# Moïse Touho

Wappen von Moïse Messan Touho

Moïse Messan Touho (* 31. Dezember 1963 in Tomegbé, Region Plateaux) ist ein togoischer römisch-katholischer Geistlicher und Bischof von Atakpamé.

## Leben
Moïse Touho studierte Philosophie und Katholische Theologie am Priesterseminar St. Gall in Ouidah in Benin und am Priesterseminar in Cremona in Italien. Er wurde am 9. November 1991 im Dom von Cremona durch den Bischof von Cremona, Enrico Assi, zum Diakon geweiht und empfing am 27. Juni 1992 durch den Weihbischof in Brescia, Vigilio Mario Olmi, das Sakrament der Priesterweihe für das Bistum Atakpamé.
Touho war zunächst als Pfarrvikar in Blitta tätig, bevor er 1994 Pfarrer in Kpékplémé wurde. Von 1995 bis 1998 war er persönlicher Sekretär des Bischofs von Atakpamé, Julien Mawule Kouto. 1998 wurde Moïse Touho für weiterführende Studien nach Rom entsandt, wo er im Jahr 2000 an der Päpstlichen Universität der Salesianer ein Lizenziat im Fach Spirituelle Theologie erwarb. Nach der Rückkehr in seine Heimat wirkte er als Verantwortlicher für das Spiritualitätszentrum in Agbandi. 2002 wurde er Pfarradministrator und 2006 schließlich Pfarrer der Pfarrei St. Augustin in Agadji. Ab 2017 war Touho Pfarrer der Pfarrei St. François-Xavier in Badou und Dechant. Ferner gehörte er dem Priesterrat des Bistums Atakpamé an.
Am 26. Oktober 2022 ernannte ihn Papst Franziskus zum Bischof von Atakpamé. Der Erzbischof von Lomé, Nicodème Anani Barrigah-Benissan, spendete ihm am 7. Januar 2023 vor der Kathedrale Notre-Dame de la Trinité in Atakpamé die Bischofsweihe; Mitkonsekratoren waren der Bischof von Sokodé, Célestin-Marie Gaoua, und der Bischof von Dapaong, Dominique Banlène Guigbile. Sein Wahlspruch Jesus Christus lux mundi („Jesus Christus ist das Licht der Welt“) stammt aus Joh 8,12 .